# Eariodes variomacula
Eariodes variomacula là một loài bướm đêm trong họ Geometridae.